# Cirejag
Cirejag is een bestuurslaag in het regentschap Karawang van de provincie West-Java, Indonesië. Cirejag telt 3785 inwoners (volkstelling 2010).